# Јосип Мажар Шоша
Јосип Мажар — Шоша (Дервента, 18. септембар 1912 — Травник, 20. октобар 1944) био је учесник Народноослободилачке борбе и народни херој Југославије.

## Биографија
Рођен је 18. септембра 1912. године у Дервенти. Завршио је поморску трговачку академију у Бакру. Јосип Мажар је по завршетку академије двије године пловио на бродовима, али је као комуниста отпуштен из службе и полицијски спроведен у Бању Луку. Ту су га примили у Комунистичку партију Југославије, 1935. године. Полиција је честим хапшењем прекидала његов посао, али Шошину револуционарну дјелатност није могла зауставити, ни онда када је био принуђен да штрајкује глађу, ни онда када су га премлаћивали у Црној кући.
Почетком јуна 1941. Шоша је био један од 14 најистакнутијих комуниста Босанске крајине, који су на Шехитлуцима, изнад Бањалуке, правили посљедњи распоред пред подизање народа на устанак. Од првог састанка с козарским комунистима у селу Орловцима код Приједора, 25. јула 1941. године, учествује у припремама устанка са др. Младеном Стојановићем.
Шоша је руководио првим оружаним акцијама на рудник Љешљане. Формирао је Љешљанско-добрљински одред. Учествовао је у нападу на Подграце, Турјак. Након тога је постао командант батаљона. У децембру 1941. године постао је замјеник команданта Другог крајишког одреда. Маја 1942. године истакао се у руковођењу за ослобођење Приједора. Учествовао је у одбрани Козаре у великој фашистичкој офанзиви јуна и јула 1942. године. На Палежу 22. септембра 1942. године постао је командант Пете крајишке (козарске) бригаде.
Испред Четврте крајишке дивизије, постројене 7. јануара 1943. године на снијегом покривеној заравни крај Српске Јасенице под Грмечом, врховни командант НОВ и ПОЈ Јосип Броз Тито примио је рапорт од њеног првог команданта Јосипа Мажара Шоше. Са овом дивизијом Шоша је сузбијао њемачко - усташку офанзиву на Грмечу и ослобађао крајишке градове.
Као командант Једанаесте крајишке дивизије уништио је четнички покрет у централној Босни. Пресјекао је непријатељске комуникације Брод - Сарајево у вријеме битке на Сутјесци. Уочи нове, 1944. године, по уцртаним стрелицама његове оперативне замисли, кретале су се дивизије Петог босанског и Првог пролетерског корпуса према Бањалуци.
Погинуо је октобра 1944. године као начелник Оперативног одјељења Петог ударног корпуса, од експлозије минобацачке гранате приликом напада на Травник.
Указом Председништва Антифашистичког већа народног ослобођења Југославије (АВНОЈ) 26. јула 1945. постхумно је одликован Орденом заслуга за народ првог реда. Указом Президијума Народне скупштине ФНР Југославије, 26. јула 1949. године, проглашен је за народног хероја.
Потиче из познате револуционарне породице Николе Мажара, финансијског инспектора. Његова браћа Ивица (1915—1941) и Драго Мажар (1918—1991) такође су проглашени за народног хероја, а у рату су страдали и његов брат Бошко (1910—1945) и мајка Марија Мажар (1883—1943).